# F.A.R.
『F.A.R.』（ファー）は、2019年2月20日、GIZA studioから発売された、植田真梨恵のメジャー1枚目のミニアルバム。

## 内容
「大人の成長」をコンセプトに作り上げた。タイトル曲「FAR」は実家を引き払った経験をもとに、不安と郷愁が交差し、自身の原点や根っこと深く密接した楽曲となった。
初回限定版のみ、DVD付き。

## 収録曲
全作詞・作曲：植田真梨恵
1. FAR
編曲：徳永暁人　Strings Arrange：池田大介
サンテレビ「音都」エンディングテーマ（2019年2月13日〜4月3日）
2. ロマンティカ
編曲：麻井寛史
3. プライベートタイム
編曲：廣瀬武雄
4. さなぎから蝶へ
編曲：岡崎健
5. 苺の実
編曲：joe daisque
6. softly
編曲：大楠雄蔵
7. EXIT
編曲：植田真梨恵

### 初回限定盤DVD
たったひとりのワンマンライブ vol.3 “good-bye stereotype”（2018.10.19 久留米シティプラザ 久留米座）
1. アリス
2. 最果てへ
3. 砂漠の果てに咲く花
4. カルカテレパシー
5. 210号線
6. よるのさんぽ
7. 雨にうたえば
8. 勿忘にくちづけ
9. 花鬘
10. ペースト
11. 心と体
12. 変革の気、蜂蜜の夕陽
13. コンセントカー

DOCUMENT MOVIE まわりくるめロケ -ふるさと編-

## レコーディング参加
- 植田真梨恵 - ボーカル、プログラミング
  - 岩井勇一郎 - ギター
  - 岡崎健 - ギター、プログラミング
  - 麻井寛史（Sensation） - ベース、コーラス、プログラミング
  - 徳永暁人（doa） - ベース、キーボード、コーラス、プログラミング
  - 雲丹亀卓人 - ベース
  - 車谷啓介（Sensation） - ドラム
  - 大楠雄蔵（Sensation） - キーボード、プログラミング
  - 廣瀬武雄 - キーボード、プログラミング